# Matteo Carrara
Matteo Carrara (ur. 25 marca 1979 w Alzano Lombardo) – włoski kolarz szosowy, zawodnik grupy Vacansoleil. 
Jego największym dotychczasowym sukcesem jest zwycięstwo w Tour de Luxembourg w 2010 roku.

## Najważniejsze zwycięstwa i sukcesy
- 2003
  - etap i klasyfikacja punktowa Österreich Rundfahrt
  - Criterium d'Abruzzo
- 2004
  - etap w Tour de Langkawi
- 2005
  - trzeci w Tour of Japan
- 2007
  - czwarty w Tour de Suisse
- 2010
  - 1. miejsce w Tour de Luxembourg